# Tempura
|  | Per al temps tempestuós, vegeu temporal. |

La tempura (japonès:天麩羅) és un fregit ràpid japonès, sobretot de mariscs i verdures arrebossades. Cada tros de menjar sobre el qual s'hagi d'aplicar aquesta tècnica ha de tenir la mida d'un mos i es fregeix en oli molt calent entre dos i tres minuts.
En restaurants elegants s'utilitza oli de sèsam o una barreja d'aquest oli amb altres. Per a menjar la tempura es pot sucar en una salsa a base de soia, que conté una petita porció de wasabi.

## Història
L'origen de la paraula tempura és llatí. Els missioners jesuïtes espanyols i portuguesos, particularment actius a la prefectura de Nagasaki durant els segles xvi i xvii, van introduir el costum de prendre peixos i verdura en els temps de penitència, que no eren només la quaresma, sinó també uns dies més de l'any, anomenats en llatí quattuor tempora (en català: quatre témpores). Malgrat l'expulsió dels missioners i de tots els estrangers del Japó, en va persistir el costum i la denominació. No obstant això, alguns xefs japonesos situen l'origen de la tempura en l'arribada de Marco Polo a la Xina. Segons aquesta opinió (avui difícilment verificable), fins llavors els aliments fregits (no saltats) no eren freqüents dins la cuina xinesa ni nipona perquè l'oli comestible era molt costós. La preparació de fregits ràpids gràcies a l'ús de determinats aliments i talls va facilitar l'origen del conjunt de plats avui conegut com a tempura.

## Elaboració
Els aliments que componen una tempura es fregeixen durant poc temps, a tot estirar tres minuts. L'oli no s'ha de cremar mai, i els aliments, encara que estiguin submergits íntegrament en l'oli, tot just s'han de daurar superficialment. Una vegada trets del wok o recipient en què es fregeixin, no han de quedar oliosos. Un dels requisits principals és que els aliments de la tempura siguin tallats en bocins que entrin fàcilment a la boca, ja que tradicionalment es mengen amb bastonets.